# Reëel getal
De reële getallen zijn de getallen die op eenduidige wijze overeenkomen met punten op een rechte. Deze rechte wordt de getallenas, getallenlijn, getallenrechte of reële rechte genoemd. Zo kunnen we ons intuïtief de verzameling van de reële getallen, die wordt genoteerd als {\displaystyle \mathbb {R} } en soms het continuüm wordt genoemd, voorstellen.
De verzameling {\displaystyle \mathbb {R} } bestaat uit de rationale en de irrationale getallen. Een voorbeeld van een irrationaal getal is het getal {\displaystyle {\sqrt {2}}} (de vierkantswortel van twee). Een ander voorbeeld is het getal {\displaystyle \pi } (pi), dat niet alleen irrationaal is, maar zelfs een transcendent getal. Het bewijs dat irrationale getallen bestaan, creëerde de noodzaak om de verzameling van de rationale getallen uit te breiden.
Rationale getallen kunnen, behalve als gewone breuk, ook geschreven worden als decimale breuk, met eindig veel decimalen, of als repeterende breuk met oneindig veel, zich herhalende decimalen. Een irrationaal getal kan vanwege de verderop genoemde eigenschap dat {\displaystyle \mathbb {R} } volledig is, willekeurig dicht benaderd worden door een rationaal getal, en dus met iedere graad van nauwkeurigheid benaderend geschreven worden als een decimale breuk. Het is zo mogelijk zich een (abstracte) voorstelling van de reële getallen te maken als decimale breuken, met in het geval van de irrationale getallen oneindig veel decimalen. Zo weten we precies wat de getallen {\displaystyle {\sqrt {2}}} en {\displaystyle \pi } zijn, maar van hun decimale voorstelling kennen we uiteraard maar eindig veel decimalen.
De verzameling van de reële getallen kan men voorzien van de wiskundige operaties optelling en vermenigvuldiging waardoor men een lichaam (Nederlandse term) of veld (Belgische term) verkrijgt. Eenvoudig gezegd betekent dit dat men op de voor de hand liggende manier met de getallen kan rekenen (zoals {\displaystyle \pi +145=145+\pi }).
Er zijn veeltermvergelijkingen in één variabele, zoals de vierkantsvergelijking {\displaystyle x^{2}+1=0}, die geen (reële) oplossingen hebben, ofwel irreducibel (niet-reduceerbaar) zijn. Men zegt dat het lichaam {\displaystyle \mathbb {R} } niet algebraïsch gesloten is. Er bestaat echter een uitbreiding van {\displaystyle \mathbb {R} }, namelijk de complexe getallen {\displaystyle \mathbb {C} }, waarin elke algebraïsche vergelijking een oplossing heeft.
De absolute waarde {\displaystyle |a|} van een reëel getal {\displaystyle a} is dat getal zelf, indien het niet negatief is, of anders zijn tegengestelde {\displaystyle -a}. De absolute waarde is een norm op {\displaystyle \mathbb {R} }, dus de functie {\displaystyle d(x,y)=|x-y|} bepaalt een afstandsfunctie of metriek op {\displaystyle \mathbb {R} }. Als metrische ruimte is {\displaystyle \mathbb {R} } volledig.

## Formele invoering

Reële getallen op de getallenlijn

De eigenschappen van de gehele getallen en rationale getallen kunnen vrij direct uit die van de natuurlijke getallen worden afgeleid, en even gemakkelijk kan worden aangetoond dat de definities van optelling en vermenigvuldiging binnen die verzamelingen equivalent zijn met die van de natuurlijke getallen. Bij de irrationale getallen, die niet in rationale, laat staan gehele, getallen kunnen worden uitgedrukt, ligt dat niet zo eenvoudig. Om te garanderen dat de regels voor irrationale getallen hetzelfde zijn als voor rationale (en dus ook gehele) getallen, worden de getallen ingesloten in rijen krimpende intervallen met rationale getallen als grenzen. Voor het getal {\displaystyle {\sqrt {2}}} wordt dat bijvoorbeeld de rij
[1; 2], want na kwadrateren blijkt dat 1 < 2 < 4
[1,4; 1,5], want 1,96 < 2 < 2,25
[1,41; 1,42], want 1,9881 < 2 < 2,0164 enz.
Op deze manier kan ook de som of het product van twee irrationale getallen worden ingeklemd tussen rationale getallen, waarvan de eigenschappen bewezen zijn.
Een andere, gelijkwaardige, definitie van de reële getallen berust op het volgende idee: Beschouw rijen van rationale getallen met de eigenschap dat de elementen in de rij "willekeurig dicht bij elkaar gaan liggen". Een voorbeeld is de rij 1/2, 3/4, 7/8, 15/16, 31/32, 63/64, ... : de "afstand" tussen getallen verderop in de rij wordt steeds kleiner, en wordt zelfs kleiner dan elk willekeurig klein positief rationaal getal. Zulke rijen heten cauchyrijen. Voor een dergelijke rij kan men een reëel getal vinden waar die rij "naartoe gaat" (1 in het voorbeeldje): de limietwaarde. Formeel heet het dat de rij convergeert naar het getal 1. Men kan van een rij getallen aantonen dat het een cauchyrij is zonder te hoeven uitrekenen naar welk getal de rij convergeert, het maakt daarbij ook niet uit of die limiet rationaal of irrationaal is. Hierdoor is het mogelijk een rationaal en vooral een irrationaal getal te definiëren als de limiet van een cauchyrij. De som en het product van Cauchyrijen zijn namelijk ook weer cauchyrijen. De reële getallen worden vervolgens gedefinieerd als de verzameling van alle mogelijke (zowel rationale als niet-rationale) limieten van dergelijke cauchyrijen.

## Constructie vanuit de rationale getallen
De reële getallen kunnen geconstrueerd worden als een veralgemening van de rationale getallen. Als eerste wordt wel Karl Weierstrass genoemd, die de reële getallen definieerde met behulp van begrensde rijen van positieve rationale getallen.
Gebruikelijk constructies zijn:
- Snede van Dedekind: Een reëel getal wordt Dedekind gedefinieerd als het supremum van een naar boven begrensde deelverzameling rationale getallen.
- Als equivalentieklassen van cauchyrijen. Deze constructie is afkomstig van Georg Cantor. Hij definieerde een reëel getal als equivalentieklasse van cauchyrijen van rationale getallen, waarbij twee rijen equivalent zijn als hun verschil naar 0 convergeert.
- Door intervalschakeling. Een reëel getal wordt gedefinieerd als equivalentieklasse van geschakelde intervallen van rationale getallen.

De drie bovenstaande constructies leiden, op isomorfie na, tot dezelfde structuur.

## Axiomatisch
De reële getallen laten zich ook axiomatisch karakteriseren. Zij vormen het enige volledige geordende lichaam (NL).

## Kardinaliteit
Er zijn oneindig veel verschillende reële getallen, meer nog dan er natuurlijke getallen zijn. Echter, de natuurlijke getallen zijn aftelbaar in de zin dat men een systeem kan bedenken, zodat ieder benoembaar of construeerbaar natuurlijk getal na een eindig aantal stappen bereikt zal worden. Voor de reële getallen geldt dat niet, daarom wordt hun kardinaliteit aangeduid met overaftelbaar.
Door in overeenstemming met onze intuïtie het begrip "definieerbaar reëel getal" in te voeren als een reëel getal waarvoor een tekstuele definitie van eindig veel letters bestaat, kan men zien dat bijna alle reële getallen ondefinieerbaar zijn. Immers de definitie is als reeks van eindige strings aftelbaar oneindig, en daarmee zijn de definieerbare reële getallen aftelbaar oneindig.

## Deelverzamelingen
- De verzameling der strikt positieve reële getallen, de reële getallen die groter zijn dan nul, wordt genoteerd als {\displaystyle \mathbb {R} ^{+}} of in België als {\displaystyle \mathbb {R} _{0}^{+}}.
- De verzameling der strikt negatieve reële getallen, de reële getallen die kleiner zijn dan nul, wordt genoteerd als {\displaystyle \mathbb {R} ^{-}} of in België als {\displaystyle \mathbb {R} _{0}^{-}}.

## Geschiedenis
Eenvoudige breuken werden door de antieke Egyptenaren vanaf ongeveer 1000 v.Chr. gebruikt. De Vedische Sulba Sutra: De regels van de koorden, uit ongeveer 600 v.Chr. bevat een beschrijving, die misschien als het eerste gebruik van irrationale getallen kan worden gezien. Het concept van irrationaliteit werd door vroege Indiase wiskundigen, zoals Manava, ca. 750-690 v.Chr., die zich ervan bewust waren dat de wortels van bepaalde getallen, zoals 2 en 61 niet exact konden worden bepaald, impliciet aanvaard. Rond 500 v.Chr beseften Griekse wiskundigen onder invloed van Pythagoras de noodzaak voor irrationale getallen, in het bijzonder de irrationaliteit van de √2.
In de middeleeuwen werden nul, de negatieve en de gebroken getallen ingevoerd, eerst in India en China, maar later ook in de Islamitische wereld. De laatsten waren ook de eersten om irrationale getallen als algebraïsche objecten te behandelen. Dit werd mogelijk gemaakt door de ontwikkeling van de algebra. Arabische wiskundigen verenigden de begrippen getal en grootte tot de reële getallen De Egyptische wiskundige Abū Kāmil Shujā ibn Aslam, ca. 850-930, was de eerste die irrationele getallen accepteerde als oplossingen voor vierkantsvergelijkingen of als coëfficiënten in een vergelijkingen, vaak in de vorm van wortels, derdemachtswortels en de vierdemachtswortels.
In de 16e eeuw legde de Vlaming Simon Stevin de basis voor de decimale getallen. Hij maakte duidelijk dat er met decimale getallen rationale en irrationale getallen op dezelfde manier worden geschreven.
In de 17e eeuw introduceerde René Descartes de naam reële getallen om de reële wortels van een polynoom van de imaginaire wortels te kunnen onderscheiden.
In de 18e en 19e eeuw werd er veel werk verricht aan de irrationale en transcendente getallen. in 1761 gaf Johann Heinrich Lambert het eerste gebrekkige bewijs dat π geen rationaal getal kan zijn. Adrien-Marie Legendre, in 1794, voltooide het bewijs en toonde aan dat π geen vierkantswortel van een rationaal getal kan zijn. Paolo Ruffini, in 1799, en Niels Henrik Abel, in 1842, construeerden beide bewijzen voor de stelling van Abel-Ruffini, die stelt dat de algemene vijfdegraadsvergelijking en vergelijkingen van hogere graad niet kunnen worden opgelost door een algemene formule die alleen rekenkundige bewerkingen en wortels bevat.
Évariste Galois ontwikkelde in 1832 technieken om te bepalen of een gegeven vergelijking al of niet met wortels kan worden uitgeschreven. Verdere uitwerking van zijn ideeën leidde later tot de ontwikkeling van de Galoistheorie. Joseph Liouville, in 1840, toonde aan dat noch {\displaystyle e} noch {\displaystyle e^{2}} een wortel kan zijn van een geheeltallige vierkantsvergelijking, vervolgens stelde hij het bestaan van transcendente getallen vast. Georg Cantor, in 1873, gaf een eenvoudiger bewijs voor het bestaan van transcendente getallen. Charles Hermite, in 1873, bewees als eerste dat e transcendent is en Ferdinand von Lindemann, in 1882, toonde aan dat π transcendent is. Lindemanns bewijs is later, in 1885, sterk door Karl Weierstrass vereenvoudigd en in 1893 nog meer door David Hilbert. Daarna nog Adolf Hurwitz en Paul Gordan gaven het bewijs de definitieve vorm.
De ontwikkeling van de analyse in de 18e eeuw maakte gebruik van de volledige verzameling van reële getallen zonder dat deze netjes waren gedefinieerd. De eerste correcte definitie werd in 1871 door Georg Cantor gegeven. In 1874 toonde hij aan dat de verzameling van alle reële getallen overaftelbaar oneindig is, maar dat de verzameling van alle algebraïsche getallen aftelbaar oneindig is. Hij gaf zijn diagonaalbewijs in 1891, maar had in 1874 al een eerder bewijs gepubliceerd.